# Erdmann II de Promnitz
Erdmann II, Comte de Promnitz (22 août 1683 à Sorau, Électorat de Saxe (maintenant Żary, Pologne);  7 septembre 1745 dans la forêt du château, près de Żary) est Seigneur de Żary (allemand : Sorau) et Trzebiel (allemand : Triebel) dans la Basse-Lusace, et Pszczyna (allemand : Pless) dans la haute-Silésie.

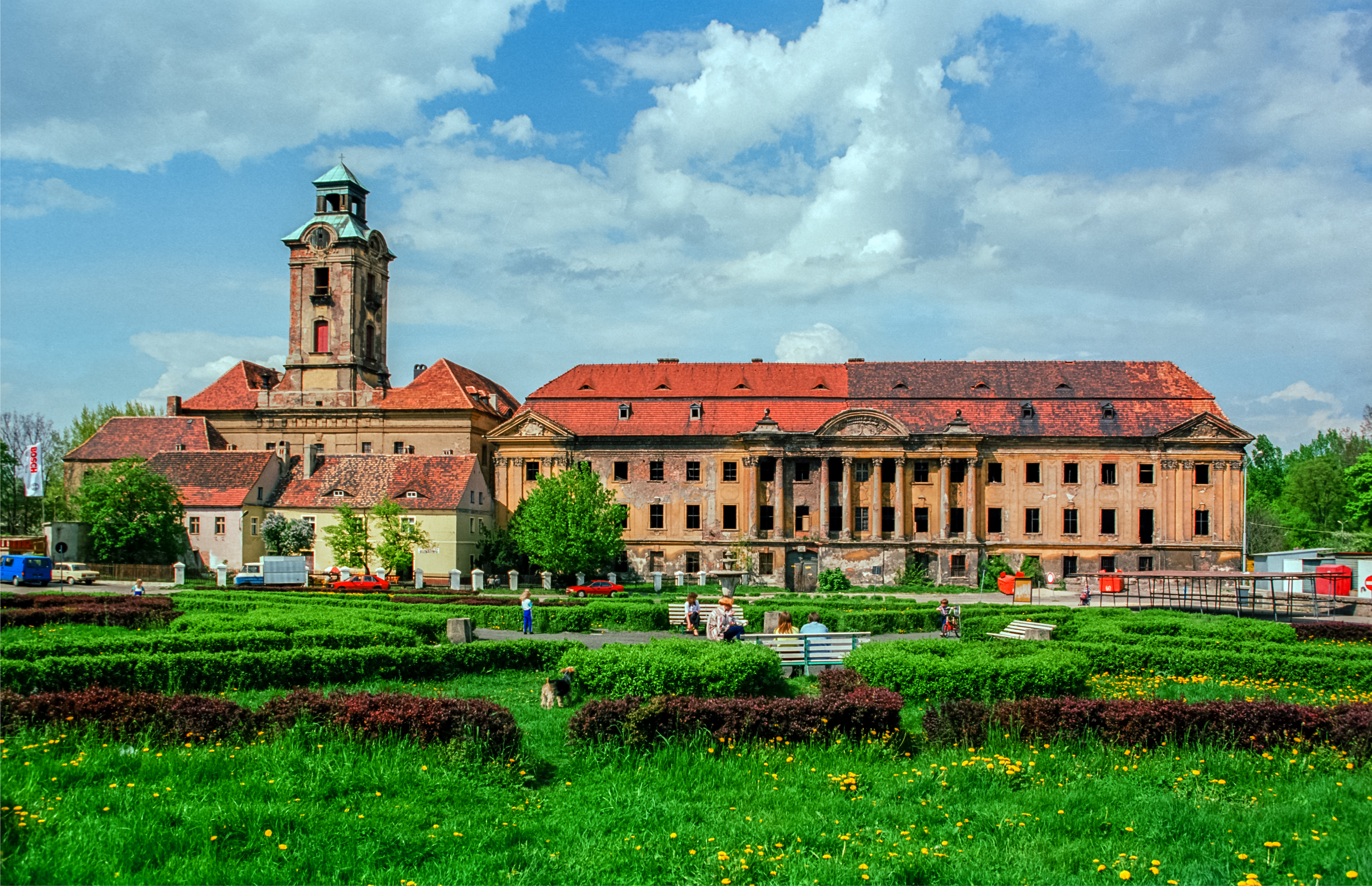
Palais Promnitz à Żary (anciennement Sorau)

Il sert Auguste II le Fort, électeur de Saxe et roi de Pologne, et, plus tard, son fils et successeur Auguste III en tant que Conseiller privé et ministre du cabinet.
En 1703, Erdmann II hérite de son père de vastes propriétés. Il administre ce domaine lui-même.
Erdmann de Promnitz nomme Wolfgang Caspar Printz et Georg Philipp Telemann comme maître de chapelle à sa cour de Zary.

## Famille
En 1705, il épouse Anne-Marie (17 juin 1683 – 16 mars 1731), la fille du duc Jean-Adolphe Ier de Saxe-Weissenfels. Ils ont les enfants suivants:
- Christine Jeanne Émilie (15 septembre 1708 – 20 février 1732), mariée en 1726 à Auguste-Louis d'Anhalt-Köthen (9 juin 1697 – 6 août 1755)
- Anne-Frédérique (30 mai 1711 – 31 mars 1750), mariée en 1732 à Auguste-Louis d'Anhalt-Köthen, qui a été le mari de sa défunte sœur aînée;
- Johanna Sophie (né et mort en 1713)
- Balthasar Erdmann (né et mort 1715)
- Marie Élisabeth (24 octobre 1717 – 20 juillet 1741), épouse Henri-Ernest de Stolberg-Wernigerode (1716-78)
- Jean-Erdmann (2 février 1719 – 4 juillet 1785) épouse Caroline de Schönaich-Carolath (20 juin 1727 – 18 décembre 1762)
- Agnès Sophie (14 mai 1720 – 2 août 1791), mariée à Henri XXVIII Reuss d'Ebersdorf (30 août 1726 – 10 mai 1797), fils de Henri XXIX Reuss d'Ebersdorf

Plus tard, il se remarie Henriette Éléonore (1er janvier 1706 – 7 avril 1762), fille de Henri XV Reuss de Lobenstein (1674-1739). Ils ont un fils:
- Seyfried de Promnitz-Drehna (22 mai 1734 – 27 février 1760), marié à Caroline-Wilhelmine-Louise (15 juillet 1733 – 18 février 1766), fille du comte Frédéric-Charles-Auguste de Lippe-Biesterfeld.